# Вальтер, Эрих
Эрих Вальтер (нем. Erich Walther; 5 августа 1903 — 26 декабря 1947) — немецкий офицер, участник Второй мировой войны, генерал-майор, кавалер Рыцарского креста с Дубовыми листьями и Мечами.

## Начало военной карьеры
С апреля 1924 года — на службе в полиции. В 1933 году — старший лейтенант полиции.
Перешёл на военную службу в октябре 1935 года, в воздушно-десантные войска, в звании капитан. К началу Второй мировой войны — командир парашютной роты, капитан.

## Вторая мировая война
С ноября 1939 года — командир парашютного батальона.
В апреле 1940 года участвовал в Норвежской кампании, награждён Железными крестами обеих степеней.
В мае 1940 года участвовал в воздушном десанте в Нидерландах, награждён Рыцарским крестом, произведён в звание майор.
В мае 1941 года участвовал в воздушном десанте на остров Крит.
С сентября 1941 года на Восточном фронте, бои под Ленинградом. С января 1942 года — подполковник, в апреле 1942 года награждён Золотым немецким крестом.
С сентября 1942 года — командир 4-го парашютного полка, полковник. В июле 1943 года — бои на острове Сицилия, затем в Италии. За бои в районе Монте Кассино награждён в марте 1944 года Дубовыми листьями к Рыцарскому кресту.
В сентябре 1944 года — командир боевой дивизионной группы «Вальтер» на Западном фронте, бои в районе Арнема. С конца сентября 1944 года — командир 2-й парашютно-моторизованной дивизии «Герман Геринг» (на Восточном фронте). Бои в Восточной Пруссии. С января 1945 года — Вальтер произведён в звание генерал-майор, награждён Мечами (№ 131) к Рыцарскому кресту с Дубовыми листьями.
8 мая 1945 года, после капитуляции Германии, взят в советский плен. Умер в концлагере Бухенвальд.